# حلقة (مسلسل)
الحَلْقَة هي وحدة سردية ضمن عمل دِرامي أو إنتاج وثائقي أكبر، مثل سلسلة إذاعية أو مرئية أو وسائط متدفقة.